# كريستوفر تيموثي
كريستوفر تيموثي (بالإنجليزية: Christopher Timothy)‏ هو ممثل بريطاني، ولد في 14 أكتوبر 1940 في المملكة المتحدة.

## وصلات خارجية
- كريستوفر تيموثي على موقع IMDb (الإنجليزية)
- كريستوفر تيموثي على موقع ميوزك برينز (الإنجليزية)
- كريستوفر تيموثي على موقع قاعدة بيانات برودواي على الإنترنت (الإنجليزية)
- كريستوفر تيموثي على موقع قاعدة بيانات الأفلام السويدية (السويدية)
- كريستوفر تيموثي على موقع قاعدة بيانات الفيلم (الإنجليزية)